# Euchorthippus changlingensis
Euchorthippus changlingensis är en insektsart som beskrevs av Ren, Bingzhong och Z. Zhao 2001. Euchorthippus changlingensis ingår i släktet Euchorthippus och familjen gräshoppor. Inga underarter finns listade i Catalogue of Life.